# (260) Huberta
(260) Huberta es un asteroide perteneciente al cinturón exterior de asteroides descubierto el 3 de octubre de 1886 por Johann Palisa desde el observatorio de Viena, Austria.
Está nombrado en honor de Huberto de Lieja, patrón de los cazadores y astrónomos.